# Rudolf Marti
Rudolf Marti (n. 7 aprilie 1950, Elveția) este un bober ce a reprezentat Elveția, medaliat olimpic. A participat la 2 ediții ale Jocurilor Olimpice (1976, 1980) în care a câștigat două medalii de argint.